# خورشیدگرفتگی ۲۰ مه ۲۰۱۲
خورشیدگرفتگی ۲۰ مه ۲۰۱۲ (به انگلیسی: Solar eclipse of May 20, 2012) یک خورشیدگرفتگی از نوع خورشیدگرفتگی حلقه‌ای است. این خورشیدگرفتگی در تاریخ ۲۰ مه ۲۰۱۲ میلادی (برابر با ‎۳۱ اردیبهشت ۱۳۹۱ خورشیدی) روی داد که زمان اوج آن، ساعت ۲۳:۵۳:۵۴ به‌وقت ساعت هماهنگ جهانی (ساعت ۴:۲۳:۵۴ بامداد ۱ خرداد ۱۳۹۱ به وقت محلی ایران) بوده‌است. مدت زمان و طول این خورشیدگرفتگی ۵ دقیقه و ۴۶ ثانیه بود.
این گرفت در بخشی از جنوب شرق ژاپن و چین، هنگ کنگ و شمال تایوان و غرب آمریکا به صورت حلقوی و در شرق و شمال شرق آسیا، اقیانوس آرام و آمریکای شمالی به صورت جزئی دیده شد. در اوج کسوف جزئی، ماه حدود ۹۴ درصد از نور خورشید را مسدود می‌کند.
این گرفت به ترتیب اقیانوس آرام شمالی، شرق و شمال شرق آسیا، ناحیه مداری قطب شمال و آمریکای شمالی -بجز نوار شرقی آن- را پوشاند.
خورشیدگرفتگی حلقوی وقتی اتفاق می‌افتد که ماه در بیشترین فاصله مداری از زمین قرار داشته باشد و قطر ظاهری آن کوچک‌تر از قرص ظاهری خورشید به نظر برسد. در شرایط معمول، قطر ظاهری ماه با قطر ظاهری خورشید برابر یا اندکی از آن بزرگ‌تر است و خورشیدگرفتگی به شکل کامل دیده خواهد شد.

## نگارخانه

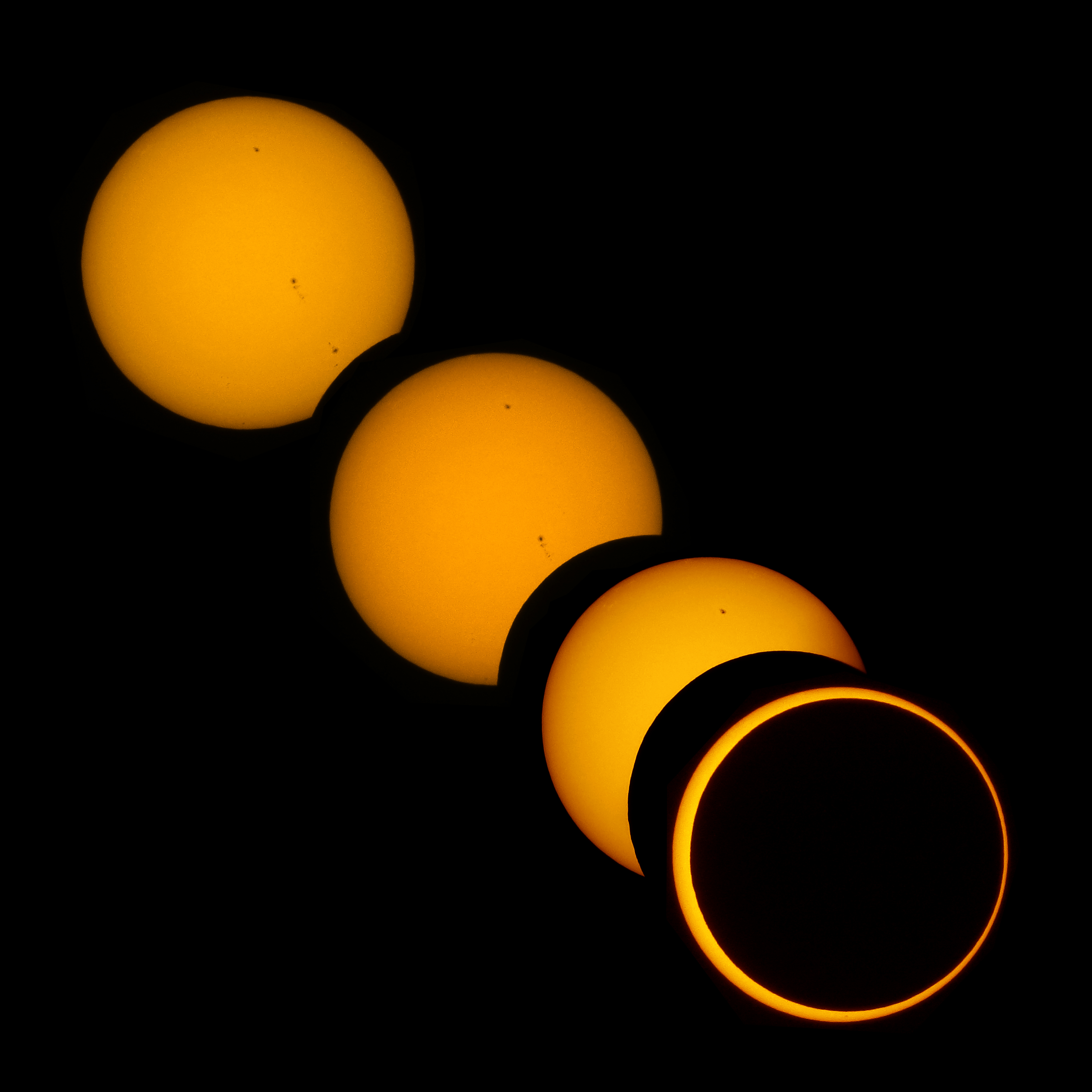
لکه‌های خورشیدی در خورشیدگرفتگی

Animation as viewed from البوکرکی، showing sunset before the eclipse ends

خورشیدگرفتگی ۱ خرداد ۱۳۹۱. به‌صورت حلقوی بود و از ایران قابل مشاهده نبود.

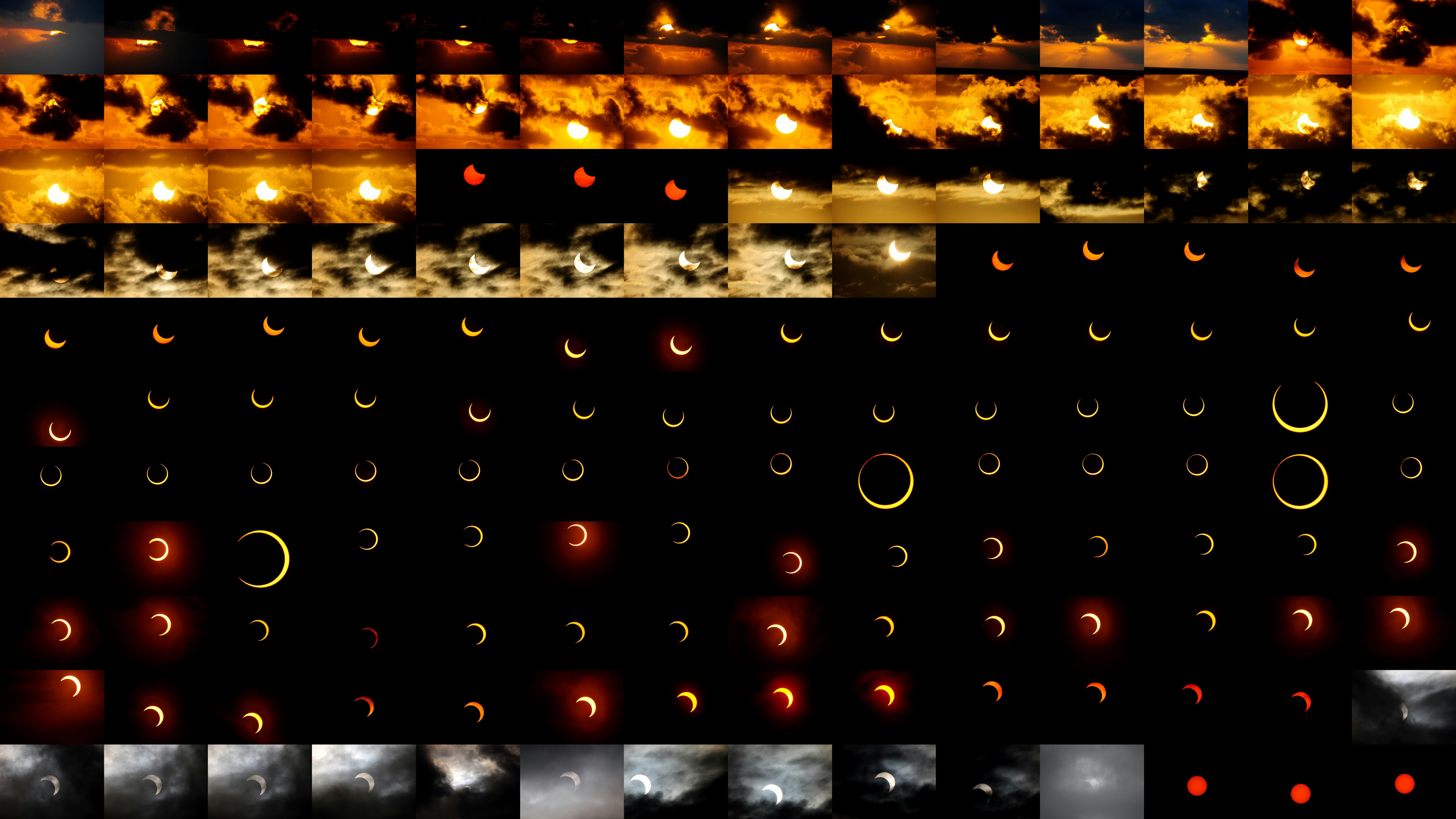
خورشیدگرفتگی of May 21, 2012 in Keelung City,تایوان